# Pyrois albicilia
Pyrois albicilia là một loài bướm đêm trong họ Noctuidae.